# 新布達

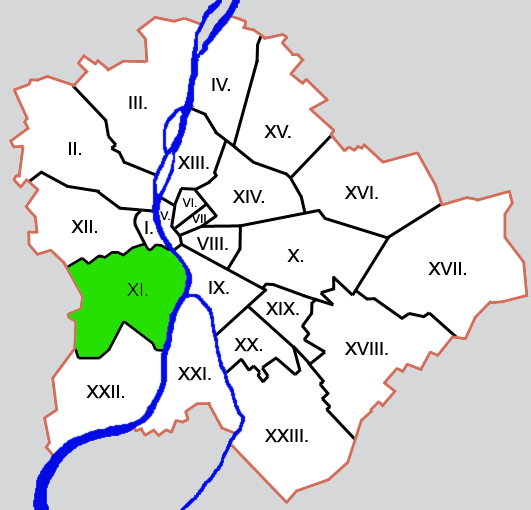
所在位置

区徽

新布達（匈牙利語：Újbuda），是匈牙利首都布达佩斯的一个区，总面积33.49平方公里，总人口139 049，人口密度4 154人/平方公里（2009年1月1日）。